# Сальма де Нора
Са́льма де Но́ра (ісп. Salma de Nora; нар. 16 червня 1979 року, Мадрид, Іспанія) — іспанська порноакторка, також відома як Сальма Хедег (англ. Salma Heidegg). 
В порноіндустрію потрапила в грудні 2003 року.

## Нагороди
- 2006 Ninfa Prize — Most Original Sex Scene — Café Diablo (з Max Cortes and Dunia Montenegro)[3]
- 2007 Venus Award — Successful performing Businesswoman of the Year Europe[4]
- 2008 Ninfa Prize — Best Spanish Actress — The Resolution[5]